# Andreaea amblyophylla
Andreaea amblyophylla là một loài rêu trong họ Andreaeaceae. Loài này được Müll. Hal. ex Broth. mô tả khoa học đầu tiên năm 1895.